# Alfred Mousseau
Pour les articles homonymes, voir Mousseau.
Ne doit pas être confondu avec Joseph-Alfred Mousseau, homme politique québécois.
J.M. Alfred Mousseau est un écrivain québécois né en 1874 et mort en 1913.